# Équipe cycliste Hrinkow Advarics
L'équipe cycliste Hrinkow Advarics est une équipe cycliste autrichienne, créée en 2015 et participant aux circuits continentaux de cyclisme et en particulier l'UCI Europe Tour.

## Histoire de l'équipe
L'équipe Hrinkow Advarics Cycleang est créée en 2015 et possède une licence d'équipe continentale. Elle porte le nom de la marque de cycles « Hrinkow Bikes » appartenant à son manager du même nom Alexander Hrinkow. Onze coureurs constituent son effectif : neuf Autrichiens et deux Allemands. Andreas Müller remporte la septième étape de l'An Post Rás le 23 mai, Clemens Fankhauser remporte la deuxième étape du Tour de Szeklerland le 7 août et son classement général le lendemain.

## Principales victoires

### Courses d'un jour
- Grand Prix Vorarlberg : 2024 (Jaka Primožič)

### Courses par étapes
- Tour de Szeklerland : 2015 (Clemens Fankhauser), 2017 (Patrick Bosman), 2019 (Jonas Rapp)
- Tour du Frioul-Vénétie julienne : 2021 (Jonas Rapp)
- Tour of Malopolska : 2022 (Jonas Rapp)
- Tour de Haute-Autriche : 2022 (Rainer Kepplinger)

### Championnats nationaux
- Championnats d'Autriche sur route : 1
  - Contre-la-montre espoirs : 2024 (Adrian Stieger)

## Classements UCI
L'équipe participe aux épreuves des circuits continentaux et en particulier de l'UCI Europe Tour. Les tableaux ci-dessous présentent les classements de l'équipe sur les différents circuits, ainsi que son meilleur coureur au classement individuel.
UCI Africa Tour
| UCI Africa Tour | UCI Africa Tour        | UCI Africa Tour                           | UCI Africa Tour |
| Année           | Classement par équipes | Meilleur coureur au classement individuel |                 |
| --------------- | ---------------------- | ----------------------------------------- | --------------- |
| 2016            | 20e                    | Sebastian Baldauf (184e)                  |                 |
| 2017            | 26e                    | Christian Mager (192e)                    |                 |
|                 |                        |                                           |                 |
| Source : UCI    |                        |                                           |                 |

UCI Asia Tour
| UCI Asia Tour | UCI Asia Tour          | UCI Asia Tour                             | UCI Asia Tour |
| Année         | Classement par équipes | Meilleur coureur au classement individuel |               |
| ------------- | ---------------------- | ----------------------------------------- | ------------- |
| 2016          | 83e                    | Sebastian Baldauf (345e)                  |               |
| 2017          | 90e                    | Andreas Graf (526e)                       |               |
| 2018          | 71e                    | Markus Freiberger (179e)                  |               |
|               |                        |                                           |               |
| Source : UCI  |                        |                                           |               |

UCI Europe Tour
| UCI Europe Tour | UCI Europe Tour        | UCI Europe Tour                           | UCI Europe Tour |
| Année           | Classement par équipes | Meilleur coureur au classement individuel |                 |
| --------------- | ---------------------- | ----------------------------------------- | --------------- |
| 2015            | 77e                    | Clemens Fankhauser (151e)                 |                 |
| 2016            | 107e                   | Sebastian Baldauf (744e)                  |                 |
| 2017            | 100e                   | Patrick Bosman (661e)                     |                 |
| 2018            | 94e                    | Jonas Rapp (656e)                         |                 |
| 2019            | 81e                    | Markus Freiberger (527e)                  |                 |
| 2020            | 89e                    | Andreas Hofer (880e)                      |                 |
| 2021            | 66e                    | Jonas Rapp (360e)                         |                 |
| 2022            | 43e                    | Rainer Kepplinger (327e)                  |                 |
| 2023            | 69e                    | -                                         |                 |
|                 |                        |                                           |                 |
| Source : UCI    |                        |                                           |                 |

L'équipe est également classée au Classement mondial UCI qui prend en compte toutes les épreuves UCI et concerne toutes les équipes UCI.
| Classement mondial | Classement mondial     | Classement mondial                        | Classement mondial |
| Année              | Classement par équipes | Meilleur coureur au classement individuel |                    |
| ------------------ | ---------------------- | ----------------------------------------- | ------------------ |
| 2016               | -                      | Sebastian Baldauf (919e)                  |                    |
| 2017               | -                      | Patrick Bosman (1052e)                    |                    |
| 2018               | -                      | Jonas Rapp (999e)                         |                    |
| 2019               | 142e                   | Markus Freiberger (719e)                  |                    |
| 2020               | 151e                   | Andreas Hofer (1137e)                     |                    |
| 2021               | 104e                   | Jonas Rapp (436e)                         |                    |
| 2022               | 73e                    | Rainer Kepplinger (407e)                  |                    |
| 2023               | 126e                   | Jaka Primožič (926e)                      |                    |
| 2024               | 105e                   | Jaka Primožič (524e)                      |                    |
|                    |                        |                                           |                    |
| Source : UCI       |                        |                                           |                    |

## Hrinkow Advarics en 2025
Effectif
| Effectif 2025            | Effectif 2025     | Effectif 2025 | Effectif 2025                 |
| Cycliste                 | Date de naissance | Pays          | Équipe précédente             |
| ------------------------ | ----------------- | ------------- | ----------------------------- |
| Giacomo Ballabio         | 10 janvier 1998   | Italie        | Global 6 United (2024)        |
| Loïc Bettendorff         | 28 avril 2001     | Luxembourg    | Global 6 United (2024)        |
| Paul Buschek             | 19 juillet 2002   | Autriche      | Tirol KTM Cycling Team (2024) |
| Dominik Hödlmoser        | 27 septembre 2005 | Autriche      | Felt Felbermayr (2024)        |
| Maximilian Kabas         | 2 août 2001       | Autriche      | WSA KTM Graz p/b Leomo (2023) |
| Valentin Poschacher      | 12 août 2006      | Autriche      |                               |
| Jaka Primožič            | 8 décembre 1998   | Slovénie      | Kolesarski klub Kranj (2021)  |
| Edward Ravasi            | 5 juin 1994       | Italie        | Eolo-Kometa (2022)            |
| Richard Riška            | 27 décembre 2005  | Slovaquie     | ATT Investments (2024)        |
| Riccardo Verza           | 22 août 1997      | Italie        | Zalf Euromobil Fior (2022)    |
| Riccardo Zoidl           | 8 avril 1988      | Autriche      | Felt Felbermayr (2024)        |
|                          |                   |               |                               |
| Source : ProCyclingStats |                   |               |                               |

Victoires
| Victoires | Victoires | Victoires | Victoires | Victoires | Victoires |
| Date      | Course    | Pays      | Classe    | Vainqueur |           |
| --------- | --------- | --------- | --------- | --------- | --------- |